# Crysis 3
Crysis 3 es un videojuego de disparos en primera persona multijugador desarrollado por Crytek  y  publicado por Electronic Arts para Microsoft Windows, PlayStation 3 y Xbox 360. Fue lanzado el 19 de febrero del año 2013. Este juego es la tercera entrega principal de la serie Crysis, y utiliza el motor CryEngine 3. El juego se ambienta en la ciudad de Nueva York, ahora más abierta y con mayor variedad natural de escenarios en pleno 2047.

## Jugabilidad
Al igual que en otros juegos de la serie, Crysis 3 es un shooter en primera persona con la personalización de armas y manipulación de habilidades especiales. Los jugadores pueden elegir un estilo de juego basado en la confrontación directa, o un enfoque más discreto y cauteloso con el fin de hacer frente a los enemigos.

## Multijugador
Hasta 16 jugadores de los jugadores de PC y 12 en las consolas se admiten en cada partida multijugador, que utiliza el origen del cliente y requiere que el usuario tenga una cuenta de usuario existente o crear otra forma uno nuevo. Funciona con los servidores. Hay 8 modos diferentes y 6 modificadores, cada uno con 12 mapas disponibles.

## Historia
Cúpula de Nueva York, año 2047. Tras la invasión Ceph, la ciudad de Nueva York se encuentra aislada del resto del mundo por una cúpula hecha con nanotejido. Una facción militar secreta se ha escondido en las ruinas de la ciudad. Además 2 usuarios del nanotraje aparecerán misteriosamente aliados a los alienígenas. Tu deber es descubrir sus planes y destruirlos. Además contaremos con el regreso de Psycho, protagonista de Crysis Warhead. También contaremos con la participación de Claire Fontaine, la gobernadora militar de Nueva York que necesita a Prophet para acabar con CELL y el retorno de Karl Ernst Rasch que hace su aparición al final de Crysis 2, con el cual nos llevaremos alguna sorpresa.

## Argumento
Después de los acontecimientos de Crysis 2 , la personalidad y los recuerdos almacenados en el Nanosuit de Prophet se asimilan con el cuerpo y los recuerdos de Alcatraz, en sustitución de la conciencia de Alcatraz "como una pieza de recambio" en el proceso. Prophet ahora es consciente de que anteriormente murió por un disparo que el mismo se dio, ahora él está de vuelta gracias a los recuerdos almacenados en el nanotraje. Junto con Psycho, su compañero de equipo desde el primer Crysis y un equipo de soldados de élite con el Nanosuit, viaja por el mundo buscando el Ceph Alfa, el último líder Ceph. Uno a uno, sus compañeros pierden interés en la caza al creer que todos los Ceph están destruidos, hasta que Prophet y Psycho finalmente encuentran el Ceph Alfa en Rusia y lo encarcelan. Pero, poco después, CELL, ahora en la búsqueda de la dominación global de la tierra y la tecnología,  intentan deshabilitar a Prophet utilizando poderosas armas EMP en Siberia, capturar a todos los soldados Nanosuit restantes, y empezar a extraer los códigos de sus trajes a fin de obtener o recuperar la genética Ceph almacenado en ellos. Todos los involucrados en el programa Nanosuit o bien fueron reclutados o detenidos por  CELL, incluyendo los científicos Nathan Gould de Crysis 2 y Claire Fontanelli. Sin embargo, CELL se queda sin soldados Nanosuit para extraer el material extraterrestre que se integra con sus trajes, por lo que la transferencia de Prophet a la instalación conforme a lo solicitado, se realiza. Encerrado en un dispositivo de almacenamiento con descargas EMP poderosas para mantenerlo dormido, Prohet es transportado a Nueva York, ahora encerrado en un "Nanodome" gigante de CELL.
Sin embargo, Karl Ernst Rasch, utilizando la tecnología Ceph había extendido su vida y llega a saber acerca de la intención corrupta de CELL. 
Él renuncia como jefe de Biotecnologías Hargreave-Rasch, elimina toda la investigación realizada por él y Hargreave en la tecnología Ceph para detener CELL desde su adquisición y en secreto muestra un breve video sobre el paradero de Prophet, que describe las condiciones del traje y las consecuencias después de la invasión de Nueva York y la evolución de Ceph, solicitando así la resistencia local (dirigido por Claire) que busca liberar a Prophet, ya que es el único usuario vivo del Nanosuit que puede detener CELL y poner fin a sus motivos corruptos. A continuación, Prophet se une a la resistencia. Los miembros de la resistencia, entre ellos el exsoldado y exusuario del Nanosuit Psycho, Dane Lazy y Bandit, se infiltran en la zona del muelle y son capaces de liberar a Prophet de la nave de transporte, que ha atracado en el New York nanodome.
Psycho le explica a Prophet que durante sus 20 años de ausencia, CELL utilizó tecnología Ceph para generar energía ilimitada. Finalmente, CELL se convirtió en una mega corporación y obtuvo el monopolio de la fuente de alimentación del mundo, y así lo usó para conducir a todos a la deuda. Los que no podían pagar por la energía fueron enviados a campos de "voluntarios" (la esclavitud). Un movimiento de resistencia formado en respuesta a esto. La resistencia finalmente liberó a Psycho de los laboratorios de desarrollo de trajes Nanosuit, y se unió a sus filas. Tara Strickland de Crysis 2 también ayuda a la resistencia política como senador, pero no puede hacer mucho debido a la dominación política de CELL. La fuente de generación de energía de CELL para el mundo entero, se llama Sistema X, también se encuentra en las abandonadas y encerradas calles de Nueva York desde que el Nanodome fuera creado para mantener la ciudad vacía y no funcional, NY ahora se ha convertido en una selva poblada de fauna silvestre y cazadores Ceph salvajes, debido a la falta de urbanización. Psycho quiere destruir el sistema X para liberar al mundo de CELL. Prophet, aunque preocupado por sus visiones del Ceph Alfa mostrándole el fin del mundo, está de acuerdo.
Psycho y Prophet entran al Nanodome, luchando contra las fuerzas de CELL y algunos cazadores Ceph salvajes que viven en los campos. Ellos llegan a la sede de la resistencia, donde se encuentran con Karl Ernst Rasch y Claire. Rasch intenta convencer a Claire que Prophet es lo que la resistencia necesita para finalmente derrocar a CELL. 
A pesar de las afirmaciones de Psycho, con quien parece tener una relación especial, Claire se muestra escéptica ante Prophet debido a las grandes modificaciones en su traje, la integración del material genético Ceph, y la profunda integración con su traje. Finalmente, Claire está de acuerdo.
El primer objetivo the Psycho y Prophet son las defensas exteriores del Sistema X, un dispositivo con capacidad de producción de energía infinita, pero por alguna razón, CELL eligió generar energía a través de una presa hidroeléctrica. Prophet cree que CELL lo hace porque teme algo sobre el sistema X. Prophet continúa teniendo visiones, pero con éxito destruye la presa y luego desactiva la central de producción de energía del sistema X, propiedad de Nexus. Como resultado, se determina que el sistema X es el Ceph Alfa. Un protocolo de sistema diseñado para contener al Ceph Alfa falla, dando lugar a la iniciación de un protocolo de defensa secundario, haciendo que toda la instalación de energía se auto-destruya. El Ceph Alfa, libre de contención, saca ahora una estructura Ceph oculta dentro de la Nanodome para disparar un rayo a la atmósfera para abrir un agujero de gusano en el mundo de origen Ceph en la galaxia M33. A través de este agujero de gusano, planean enviar una fuerza de invasión hacia la Tierra, revelando que la invasión era su verdadero motivo para llegar a la Tierra hace millones de años. 
Con el Ceph Alfa ya no latente, el coordinador de Ceph, mente-colmema, reactiva un ataque coordinado de los CEPH sobrevivientes. Prophet decide matar el Ceph Alfa y acabar con la amenaza alienígena de una vez por todas.
Prophet se entera de que tiene que desbloquear el traje a su máximo potencial mediante la eliminación de algunos bloques de los nervios en la cabeza para derrotar a los Ceph, sabiendo que como riesgo podría quedar vulnerable a la conversión metal CEPH. Prophet y Psycho se dirigen a los laboratorios de desarrollo. En las instalaciones, ven de primera mano las atrocidades infligidas a los soldados Nanosuit por CELL. Psycho utiliza el soporte para eliminar los bloques de los nervios, así como las limitaciones de los nanorrobots del traje de Prophet. Ahora, los nanorrobots serán capaces de transformarse en cualquier cosa , ya que no tiene limitaciones. Psycho busca más en su pasado , a pesar de las órdenes de Claire. Descubre que fue Claire y los demás los que habían despojado a Psycho de su traje. Declara Claire que él era el motivo por el que se unió a la resistencia, y que no tenía otra opción. Prophet también afirma que no tenía otra opción, y que él le dijo lo que necesitaba saber en el momento del incidente Lingshan. Psycho encuentra que esto es inaceptable, ya que todo el mundo tiene una elección. Psycho entrega a Prophet las chapas de los hombres que murieron bajo su mando, Aztec y Jester durante el original Crysis. 
Prophet se entera de que debido a que el Ceph Alfa está controlando la estructura Ceph para la creación de un agujero de gusano, CELL tiene previsto utilizar Arcángel, un dispositivo de distribución de energía basado en satélites que se pueden extraer energía de la red eléctrica del mundo entero, como un arma de energía dirigida para destruir todo Nueva York y al Ceph Alfa. Desafortunadamente, Usarla contra   el Alfa Ceph y Nueva York podría causar una reacción en cadena que destruiría la Tierra. Para empeorar las cosas, los Ceph atacan a la resistencia. Prophet acude a rescatarlos, pero la situación es tan grave que Claire le dice que los dejen, ya que solo los retrasan. Psycho aparece con un VTOL y rescata a la resistencia. Se procederá a la instalación de control de Arcángel donde se apagan el arma antes de que libere la energía suficiente para disparar. Rasch se recupera en las instalaciones, pero ahora está bajo el control del Alfa Ceph ya que utiliza la tecnología de Ceph para ampliar su vida. Desactiva el traje de Prophet e intenta lo mismo en Psycho, pero Claire bloquea su ataque y Psycho dispara a Rasch. Rash vuelve en sí e implora al grupo de dejarlo antes de que el Ceph Alfa carge su ataque. Prophet, Psycho, y Claire malherido vuelven al VTOL y participan en una batalla aérea masiva de naves Ceph para finalmente estrellarse. 
Claire, sucumbe a sus heridas y perdona a psycho. Psycho se lamenta con Prophet por no tener un traje nanosuit. Prophet pelea con Psycho, revelando que Rasch solo fue capaz de incapacitar a Prophet porque como él llevaba el nanosuit, y que solo sobrevivió gracias a Psycho ya que no llevaba puesto el nanosuit. Psycho, ahora reconocido por su  nombre humano Michael, resuelve hacer el sacrificio y encuentra otro VTOL para llevar a la batalla con Prophet contra los Ceph
Michael y Prophet matan al Ceph Alfa, que mata a todos los demás soldados Ceph en la zona. Como solo les dio tiempo de matar al Ceph Alfa no pudieron destruir laestructura del agujero de gusano Ceph que ahora es completamente funcional, el haz de energía que alimenta al agujero de gusano saca a Prophet al espacio. Ahora en órbita alrededor de la Tierra, Prophet ve a un buque de guerra de Ceph masiva, similar a la que apareció  en el primer Crysis , que viene a través del agujero de gusano. Con su traje muy dañado, Prophet casi se da por vencido, pero da un último empujón. Recordando el inmenso poder del Arcángel, Prophet hackea  el satélite y lo utiliza para destruir la nave de guerra Ceph. Esto colapsa el agujero de gusano e impide la invasión Ceph. En la explosión, Prophet es derribado por los escombros y se inroduce de nuevo en la atmósfera terrestre. El aterrizaje es en las aguas cercanas a las Islas Lingshan donde hace 27 años descubrieron a los Ceph.
Cuando Prophet se despierta a la mañana siguiente, él está en una choza abandonada en Lingshan. En el fondo, hay un programa de noticias de la senadora Tara Strickland, que anuncia que el resto de los activos de la empresa CELL se han congelado y confiscado como parte del esfuerzo mundial de recuperación. Como los bloques neuronales se eliminan del nanotraje para destruir al Ceph Alfa, los nanorrobots en el traje ahora pueden reorganizarse para cualquier cosa imaginable, con lo que el nanotraje es  más simbiótico que nunca. Cambia la capa externa del ex cuerpo físico de la reforma Prophet, técnicamente resucitarlo. Prophet entonces agarra las chapas de sus miembros del equipo fallecidos pensando lo mucho que sacrificó su humanidad y su propio cuerpo en la búsqueda de la victoria. Él sale de la playa y lanza las etiquetas al agua, y decide usar su nombre real "Laurence Barnes" a partir de ahora. Barnes luego camina hacia la choza y repite su famosa frase "Me llaman Prophet, Recordarme".
En una escena poscréditos, aparecen dos soldados de CELL asustados y tres hombres agotados rápidamente retirándose por un pasillo, estarían siendo atacados y perseguidos por un enemigo desconocido acompañado de sonidos extraños. Se puso de manifiesto que los tres hombres representan la junta de directores CELL. Los soldados CELL se dan la vuelta y reciben disparos. Los tres hombres se vuelven nerviosos al darse cuenta de que es Michael (Psycho), quien está sentado en un escritorio. Afirma que había pasado algún tiempo en uno de sus hospitales, y que quiere "presentar una queja".

## Desarrollo
Después de que Crysis 2 recibiera algunas críticas por muchos jugadores de PC debido a los aparentes sacrificios de diseño hechos debido a las limitaciones del hardware de la consola, el CEO de Crytek, Cevat Yerli, dijo que la versión de PC de Crysis 3, en sentido figurado, "derrite PCs" debido a sus altos requisitos de calidad de imagen del sistema. La versión para PC del juego requiere una tarjeta de vídeo y un sistema operativo compatibles con DirectX 11. Crysis 3 utiliza algunas de las nuevas características de CryEngine 3, tales como el mapeo de desplazamiento, las partículas y sombras volumétricas antiniebla, tela dinámica mejorada y vegetación, cáusticos dinámicas, iluminación del área mejorada y sombras difusas. Algunas de estas funciones avanzadas solo se verán en la versión de PC con los más altos valores de calidad del juego de imágenes activados.
Una versión alfa cerrada del multijugador fue lanzado por usuarios de MyCrisis y Origin el 31 de octubre de 2012. El mapa "Museum" y el modo de juego "Crash Site" son jugables en la versión alfa. La prueba inició el 2 de noviembre de 2012 y terminó el 12 de noviembre de 2012. Una beta de multijugador pública que contiene dos mapas ("Museum" y "Airport") y dos modos de juego ("Crash Site" y "Hunter") estaba disponible para Xbox 360 y PlayStation 3 consolas, así como para PC a través de Origin.
La versión beta estuvo disponible el 29 de enero de 2013 y terminó el 12 de febrero de 2013. Crytek y EA anunciaron que 3 millones de personas participaron en la beta.

## Contenido descargable
El 30 de mayo de 2013, EA anunció que The Lost Island DLC se liberaría el 4 de junio de 2013 y contiene cuatro nuevos mapas multijugador, 6 nuevos modos de juego y 2 armas exclusivas para el multijugador.

## Comercialización
Cineasta Albert Hughes fue el encargado de producir las 7 maravillas del Crysis 3 , una serie de seis videos estilizados cortos, cada uno de los cuales cuenta con un aspecto diferente del juego.

## Requisitos
Requisitos Mínimos
- Windows Vista, Windows 7 o Windows 8
- Tarjeta gráfica compatible DirectX 11 con 1GB RAM
- CPU de doble núcleo
- 2GB RAM (3GB en Vista)
- Computadora de ejemplo 1: Intel Core 2 Duo 2,4GHz, Nvidia GTS 450
- Computadora de ejemplo 2: AMD Athlon64 X2 2,7GHz, AMD Radeon HD 5770

Requisitos Recomendados
- Windows Vista, Windows 7 o Windows 8
- Tarjeta gráfica compatible DirectX 11 con 1GB RAM
- CPU de cuatro núcleos
- 4GB RAM
- Computadora de ejemplo 1: Intel Core i3-530, Nvidia GTX 560
- Computadora de ejemplo 2: AMD Phenom II X2 565, AMD Radeon HD 5870

Alto rendimiento
- Windows Vista, Windows 7 o Windows 8
- Tarjeta gráfica compatible DirectX 11 de última generación
- CPU de cuatro núcleos de última generación
- 8GB RAM
- Computadora de ejemplo 1: Intel Core i7-2600k, Nvidia GTX 680
- Computadora de ejemplo 2: AMD Bulldozer FX 4150, AMD Radeon HD 7970

## Recepción
Crysis 3 recibió críticas generalmente positivas. GameRankigs y Metacritic le dieron a la versión de PS3 un 81.25% y un 82/100, la versión de Xbox 360 un 78.33% y un 80/100 y la versión de PC un 75.20% y un 79/100 respectivamente.
IGN ' revisión de s Crysis 3 obtuvo una puntuación de 8,5, alabando sus imágenes, la historia y la narrativa y los controles, pero criticó el diseño como "marcadores objetivos ocasiones vagas", vehículos de combate y multijugador. Joystiq elogió la campaña de un solo jugador como una de las principales fortalezas del juego, por su dinámica de juego que dice: ". Crysis 3 demuestra una mezcla maleable de caos, una serie de situaciones que se adaptan a sin embargo que usted desea jugar" GameTrailers otorgan al juego un 9,0 sobre 10, y selecciona el juego como "La selección del editor", a favor del diseño de juego, la historia, la jugabilidad y presentación.
Ben Griffin del videojuego opinión sitio Computer and Video Games criticó a los requisitos de hardware empinadas del juego, haciendo constar en la conclusión de su opinión de que "solo millonarios máxima a cabo", pero elogió visual del juego como "el más guapo juego de todos los tiempos ", su nivel de diseño refrescante y abierta y una excelente experiencia multijugador.
La Revista Oficial de Xbox ' revisión de s Crysis 3 fue favorable y, llamando a los gráficos del juego de colores, y la aprobación de su modo multijugador, en particular, el juego de "modo de Hunter". Sin embargo, la eficacia enemigo y partes de la mecánica Nanosuit fueron criticada, así como el uso excesivo de las mismas pistas de voz de los soldados CELULARES enemigos. Electronic Gaming Monthly dio Crysis 3 una puntuación de 9/10, señalando agradable la campaña del juego y "asombroso multijugador en línea", pero fue crítico de la historia llamándola predecible, así como los juegos de framerate nervioso en la consola indicando que a veces cae por debajo de 20. Sin embargo se llegó a afirmar en la conclusión de su examen: "Con una campaña para un solo jugador que trae la trilogía a un cierre satisfactorio y mejor en su clase de modo multijugador, Crysis 3 logra mejores que sus predecesores y ofrecer una experiencia realmente impresionante FPS
En su debut la semana de lanzamiento, y la semana siguiente, fue el juego más vendido, seguido de cerca por el Metal Gear Rising: Revengeance .